# 오비트 (기업)
유한회사 오비트(OBIT)는 일본의 어덜트 게임 메이커이다. 본사는 이바라키현 우시쿠시에 있다. 사내에 ROOT, CLOVER, OBIT-CACTUS, CORE, SPICA 5개의 브랜드가 있다. (이 중 CORE는 BL게임 브랜드). 또한 일부 작품은 다른 작품과 연결되어 있어 캐릭터나 세계가 등장하기도 하고, 이른바 신과 같은 존재로 '아야'라는 인물이 등장하는 등, 어딘가 평행세계를 의식한 요소가 엿보인다.

## 작품목록

### ROOT
- 2000년 12월 22일 - 얼굴없는 달
- 2001년 8월 10일 - 얼굴없는 달 LIMITED COLLECTION
- 2002년 5월 24일 - 얼굴없는 달 DVD-ROM COLLECTORS EDITION
- 2002년 12월 20일 - 어둠과 모자와 책의 여행자
- 2007년 5월 25일 - 도화월탄

### CLOVER
- 2002년 12월 20일 - MOLDAVITE
- 2002년 12월 20일 - 사요나라 에토란쥬
- 2002년 12월 20일 - 플라티나 윈드（《MOLDAVITE》《사요나라 에토란쥬》를 동시구매한 고객 대상 특전으로 제작되었다.)
- 2003년 12월 12일 - 테이루 테이루
- 2004년 8월 13일 - 뿌니뿌니☆핸드메이드
- 2005년 12월 22일 - 퀼트

### ORBIT-CACTUS
- 2002년 2월 22일 - 식객 타이푼!
- 2003년 8월 15일 - Lamb

### CORE
- 2004년 10월 29일 - FANATICA
- 2006년 8월 25일 - 메시아
- 2008년 8월 8일 - 메시아 파라노이아 패러독스

### SPICA
- 2009년 5월 1일 가넷 크레이들

### 팬클럽 전용 소프트
오비트 팬클럽 회원에 한해 판매하고 있는 어덜트 게임
- 스즈나 일기
- MiMi
- 야오이☆프라이베이트 레슨
- 죠헤이군의 HANI신 라이프☆
- 코게와 리리스의 나흐트무지크

## 주요 스탭

### 원화
- 카넬리안
- 아마미야 포란
- 木菟あうる

### 시나리오
- 츄우가타 아구리(宙形安久里)
- 西貝言羽
- 카타기리 유마 (片桐由摩)

### 음악
- KIM's SOUNDROOM